# Alan Davies (Fußballspieler)
Alan Davies (* 5. Dezember 1961 in Manchester; † 4. Februar 1992 auf der Gower-Halbinsel) war ein walisischer Fußballspieler. Der 13-fache walisische Nationalspieler gewann 1983 mit Manchester United den FA Cup. Schwere Verletzungen verhinderten seinen Durchbruch und führten ihn über Newcastle United in den tieferklassigen Profifußball zu Swansea City und Bradford City. Im Februar 1992 nahm sich der unter Depressionen leidende Davies das Leben.

## Karriere
Bevor Davies sich noch während seiner Schulzeit Manchester United anschloss, spielte er in seiner Heimatstadt für einen Jugendklub namens Mancunian Juniors, wo er von einem Scout von United trainiert wurde. Nach dem Ende seiner Schulzeit unterzeichnete Davies 1978 einen Vertrag als Trainee (dt. Auszubildender) bei United, erhielt aber bereits im Dezember 1978 seinen ersten Profivertrag. Die nächsten Jahre spielte er dennoch weiterhin an der Seite von Spielern wie Norman Whiteside, Mark Hughes und David Platt im Jugend- und Reserveteam. Sein Pflichtspieldebüt in der Football League First Division gab Davies schließlich im Mai 1982 gegen den FC Southampton. 
In der folgenden Saison spielte er lange Zeit weiterhin im Reserveteam, erst nach einer Verletzung von Steve Coppell rückte er gegen Saisonende für dessen Vertreter Ashley Grimes auf der rechten Außenbahn in die Mannschaft und zeigte insbesondere in den beiden Finalspielen um den FA Cup 1983 gegen Brighton & Hove Albion starke Leistungen. Nachdem das erste Aufeinandertreffen im Wembley-Stadion 2:2 geendet hatte, spielte Davies beim 4:0-Sieg im Wiederholungsspiel eine „wesentliche Rolle“ und bereitete die ersten beiden Treffer von Bryan Robson und Norman Whiteside vor.
Als in Manchester geborener Sohn walisischer Eltern, war Davies für das Nationalteam von Wales spielberechtigt und kam bereits in den Jahren 1982 und 1983 zu sechs Einsätzen für das walisische U-21-Nationalteam. Wenige Tage nach dem Sieg im FA Cup debütierte er gegen Nordirland in der walisischen A-Nationalelf, zwei Wochen später gehörte er zur Elf, die Rekordweltmeister Brasilien ein 1:1 abtrotzte. Zu weiteren Highlights in der Nationalelf kam es am 2. Mai 1984, als durch ein Tor des Debütanten und Vereinskameraden Mark Hughes der Erzrivale England mit 1:0 geschlagen wurde und im Juni 1988 bei einem 1:0-Sieg in einem Freundschaftsspiel gegen Italien. Insgesamt kam Davies von 1983 bis 1990 zu 13 Länderspieleinsätzen.
In der Vorbereitung auf die Saison 1983/84 brach sich Davies einen Knöchel und zog sich mehrere Bänderrisse zu. Sein Comeback gab er erst im April 1984, im Halbfinal-Hinspiel des Europapokals der Pokalsieger gegen Juventus Turin, in dem er den Treffer zum 1:1-Endstand erzielte. Seine Rückkehr in das Team war aber nur von kurzer Dauer, und nach weiteren drei Ligaeinsätzen im Mai 1984 sorgte die Verpflichtung von Gordon Strachan im Sommer 1984 für weitere Konkurrenz im Mittelfeld von United. Nachdem Davies in der Spielzeit 1984/85 ohne Pflichtspieleinsatz geblieben war, wechselte er für £50.000 zum Ligakonkurrenten Newcastle United, sein dortiger Aufenthalt wurde aber von einem Beinbruch überschattet. Nach kurzzeitigen Leihaufenthalten bei Charlton Athletic und Carlisle United holte ihn 1987 sein walisischer Nationaltrainer Terry Yorath ablösefrei zu Swansea City in die Fourth Division. Dort war Davies ein wichtiger Spieler beim Aufstieg in die Third Division in der Saison 1987/88, was sich auch in der Berufung in das ligainterne PFA Team of the Year niederschlug. 1989 folgte Davies für eine Ablöse von £130.000 Yorath zu Bradford City nach, kehrte aber ebenso wie sein Trainer nach nur einem Jahr im Tausch mit Robbie James zu Swansea zurück.
Davies, der seit längerer Zeit an Depressionen litt, beging am 4. Februar 1992 in seinem Auto in der Nähe seines Wohnorts auf der Gower-Halbinsel Suizid. Das für den folgenden Tag angesetzte Viertelfinalspiel im Welsh Cup zwischen Swansea und Cardiff City wurde daraufhin verschoben. Im August 1992 trugen Swansea und Manchester United zugunsten seiner Frau und seiner vierjährigen Tochter ein Benefizspiel aus.